# Casados a primera vista
Casados a primera vista fue un programa de televisión de citas emitido por la cadena de televisión de España Antena 3, producido por Warner Bros ITVP (Antes denominada: Boomerang TV) y presentado por la psicóloga y terapeuta de parejas Arantxa Coca, la sexóloga Marian Frías y el psiquiatra José Carlos Fuertes. De los tres, solo Frías regresó en la segunda temporada, incorporándose al equipo la psicóloga clínica y sexóloga Silvia Sanz y el experto en motivación de equipos Rubén Turienzo.
En abril de 2015, poco después del final de la primera temporada, Antena 3 confirmó su renovación para una segunda entrega de la cual finalizó con buenos resultados de audiencia el pasado 7 de marzo de 2016. Del mismo modo, en verano de 2016, se dio a conocer que el formato tendría una tercera temporada, ya que fue líder sobre el resto de la competencia. Asimismo, en julio de 2017, a pesar de su bajada de audiencia, Antena 3 anunció la renovación del programa por una cuarta temporada.

## Formato
Se trata de un dating show, producido inicialmente por Boomerang TV en colaboración con Big Bang Media, adaptación del formato danés Married at First Sight. Ocho solteros se ponen en manos de un grupo de expertos para encontrar a su pareja ideal a través de un sofisticado test de compatibilidad. Los candidatos tendrán que casarse civilmente y no conocerán a su pareja hasta el momento de su boda. Tras un mes de convivencia, deberán tomar la decisión más difícil: continuar casados o divorciarse.

## Legalidad
Las bodas se realizan en Cancún para sortear los trámites legales españoles que obligan a que los contrayentes se conozcan durante el proceso. Los matrimonios celebrados son totalmente legales en México (tras el pago de una pequeña cantidad por el certificado de las actas). La pareja puede obtener el reconocimiento español en cualquier momento a través del Consulado español o acudiendo a un registro civil central.

## Equipo

### Presentador
| Presentador         | Temporada | Temporada | Temporada | Temporada |
| Presentador         | 1         | 2         | 3         | 4         |
| Año                 | 2015      | 2016      | 2017      | 2018      |
| ------------------- | --------- | --------- | --------- | --------- |
| Marian Frías        |           |           |           |           |
| Rubén Turienzo      |           |           |           |           |
| Silvia Sanz         |           |           |           |           |
| Arantxa Coca        |           |           |           |           |
| José Carlos Fuertes |           |           |           |           |

## Primera temporada (2015)
La primera edición fue emitida en la noche de los lunes entre 2 de marzo de 2015 , cambiando el día de emisión para los miércoles al partir de mitad de programa hasta su final el 16 de abril de 2015

### Candidatos
|                    |             | Residencia | Edad                     | Ocupación                       | Decisión  | Estado actual |
| ------------------ | ----------- | ---------- | ------------------------ | ------------------------------- | --------- | ------------- |
|                    | Toñi Muñoz  | Cádiz      | 36 años                  | Ama de casa                     | DIVORCIO  | SEPARADOS     |
| Laurent Charles    | Murcia      | 41 años    | Empresario               |                                 | DIVORCIO  | SEPARADOS     |
| Gloria Vicente     | Guadalajara | 38 años    | Ingeniera informática    | SÍ QUIERO                       | SEPARADOS |               |
| Salvador Fernández | Albacete    | 30 años    | Maestro                  | SÍ QUIERO                       | SEPARADOS |               |
| Verónica Teja      | Cádiz       | 31 años    | Cocinera                 | DIVORCIO                        | SEPARADOS |               |
| Enrique Soriano    | Alicante    | 31 años    | Camarero                 | DIVORCIO                        | SEPARADOS |               |
| Laura López        | Madrid      | 27 años    | Camarera                 | DIVORCIO                        | SEPARADOS |               |
| Mariano Zumel      | Madrid      | 33 años    | Ingeniero                | DIVORCIO                        | SEPARADOS |               |
| Blanca Frías       | Madrid      | 50 años    | Empresaria               | No encuentra a su pareja ideal. | Sola      |               |
| Nora Armara        | Cádiz       | 51 años    | Profesora de autoescuela | No encuentra a su pareja ideal. | Sola      |               |

### Audiencias
| N.º       | Fecha de emisión    | Audiencia         |
| --------- | ------------------- | ----------------- |
| 1         | 2 de marzo de 2015  | 2 998 000 (15,5%) |
| 2         | 9 de marzo de 2015  | 2 868 000 (15,8%) |
| 3         | 16 de marzo de 2015 | 2 653 000 (15,1%) |
| 4         | 24 de marzo de 2015 | 2 607 000 (14,7%) |
| 5         | 31 de marzo de 2015 | 2 714 000 (16,2%) |
| Semifinal | 9 de abril de 2015  | 2 801 000 (16,5%) |
| Final     | 16 de abril de 2015 | 2 201 000 (13,5%) |

## Segunda temporada (2016)
Vistos los datos de audiencia de la primera edición Antena 3 apuesta de nuevo por el formato, estrenando la segunda edición el lunes 11 de enero de 2016.

### Candidatos
|                  |              | Residencia | Edad                          | Ocupación            | Decisión  | Estado actual |
| ---------------- | ------------ | ---------- | ----------------------------- | -------------------- | --------- | ------------- |
|                  | Mónica Ceide | Lugo       | 47 años                       | Experta en protocolo | DIVORCIO  | SEPARADOS     |
| Pedro Rovira     | Madrid       | 51 años    | Arquitecto                    |                      | DIVORCIO  | SEPARADOS     |
| Jonathan López   | Alicante     | 34 años    | Comercial y DJ                | SÍ QUIERO            | SEPARADOS |               |
| Sabrina López    | Salamanca    | 31 años    | Profesora de idiomas          | SÍ QUIERO            | SEPARADOS |               |
| Alberto Garrido  | Sevilla      | 32 años    | Escort                        | SÍ QUIERO            | SEPARADOS |               |
| Ángel Agüera     | Murcia       | 32 años    | Auxiliar de enfermería        | SÍ QUIERO            | SEPARADOS |               |
| Cristina Gallego | Barcelona    | 24 años    | Administrativa de autoescuela | DIVORCIO             | SEPARADOS |               |
| Tito Gaviño      | Cádiz        | 24 años    | Gogó y estríper               | DIVORCIO             | SEPARADOS |               |
| Andrea Serrano   | Alicante     | 32 años    | Veterinaria                   | DIVORCIO             | SEPARADOS |               |
| Bernardo Álvarez | Asturias     | 36 años    | Autónomo                      | DIVORCIO             | SEPARADOS |               |

### Audiencias
| N.º       | Fecha de emisión      | Audiencia         |
| --------- | --------------------- | ----------------- |
| 1         | 11 de enero de 2016   | 2 395 000 (13,7%) |
| 2         | 18 de enero de 2016   | 2 558 000 (14,0%) |
| 3         | 25 de enero de 2016   | 2 763 000 (16,0%) |
| 4         | 1 de febrero de 2016  | 2 202 000 (13,2%) |
| 5         | 8 de febrero de 2016  | 2 404 000 (14,0%) |
| 6         | 15 de febrero de 2016 | 2 402 000 (14,4%) |
| 7         | 22 de febrero de 2016 | 2 427 000 (14,6%) |
| Semifinal | 29 de febrero de 2016 | 2 447 000 (15,0%) |
| Final     | 7 de marzo de 2016    | 2 713 000 (16,0%) |

### Todo sobre el amor
| Programas emitidos | Programas emitidos    | Programas emitidos         | Programas emitidos | Programas emitidos |
| N.º                | Emisión               | Título                     | Espectadores       | Cuota de pantalla  |
| ------------------ | --------------------- | -------------------------- | ------------------ | ------------------ |
| 1                  | 11 de enero de 2016   | La atracción               | 845 000            | 11,0%              |
| 2                  | 18 de enero de 2016   | El compromiso              | 865 000            | 11,8%              |
| 3                  | 25 de enero de 2016   | Relaciones sexuales        | 947 000            | 9,8%               |
| 4                  | 1 de febrero de 2016  | Viajar juntos              | 768 000            | 10,6%              |
| 5                  | 8 de febrero de 2016  | Relaciones en el siglo XXI | 699 000            | 9,1%               |
| 6                  | 8 de febrero de 2016  | La convivencia             | 784 000            | 12,0%              |
| 7                  | 15 de febrero de 2016 | Chicos y chicas            | 843 000            | 13,2%              |
| 8                  | 29 de febrero de 2016 | Familia y amigos           | 833 000            | 11,5%              |
| 9                  | 7 de marzo de 2016    | Crisis de pareja           | 762 000            | 10,5%              |

## Tercera temporada (2017)
Vistos los datos de audiencia de la segunda edición Antena 3 apuesta de nuevo por el formato, estrenando la tercera edición el lunes 9 de enero de 2017.

### Candidatos
|                    |              | Lugar de residencia | Edad                                        | Ocupación     | Decisión  | Estado actual |
| ------------------ | ------------ | ------------------- | ------------------------------------------- | ------------- | --------- | ------------- |
|                    | Jesús Macías | Cádiz               | 32 años                                     | Peluquero     | DIVORCIO  | SEPARADOS     |
| Jesús Carrillo     | Córdoba      | 24 años             | Educador social                             |               | DIVORCIO  | SEPARADOS     |
| Marie Rodríguez    | Madrid       | 31 años             | Diseñadora gráfica                          | SÍ QUIERO     | SEPARADOS |               |
| Jonathan Ortiz     | Sevilla      | 34 años             | Técnico deportivo                           | SÍ QUIERO     | SEPARADOS |               |
| Jordi Touliss      | Lleida       | 25 años             | Monitor de gimnasio y portero de discoteca  | SÍ QUIERO     | SEPARADOS |               |
| Mónica Gómez       | Valencia     | 21 años             | Camarera y modelo                           | SÍ QUIERO     | SEPARADOS |               |
| Jaime Martí        | Tarragona    | 53 años             | Comercial farmacéutico                      | DIVORCIO      | SEPARADOS |               |
| Ruth Villanueva    | Cáceres      | 42 años             | Ingeniera civil y empresaria                | DIVORCIO      | SEPARADOS |               |
| Rafael Fernández   | Sevilla      | 25 años             | Peleador de lucha grecorromana              | DIVORCIO      | SEPARADOS |               |
| María Morales      | Cádiz        | 24 años             | Estudiante de Magisterio Infantil           | DIVORCIO      | SEPARADOS |               |
| Juan Diego Sánchez | Murcia       | 24 años             | Monitor de gimnasio                         | DIVORCIO      | SEPARADOS |               |
| Samantha Betes     | Madrid       | 25 años             | Dependienta y estudiante de Interpretación  | DIVORCIO      | SEPARADOS |               |
| Michael Quartucci  | Málaga       | 28 años             | Director y agente comercial de Inmobiliaria | No es elegido | Solo      |               |

### Audiencias
| N.º       | Fecha de emisión      | Audiencia         |
| --------- | --------------------- | ----------------- |
| 1         | 9 de enero de 2017    | 1 703 000 (10,9%) |
| 2         | 16 de enero de 2017   | 1 940 000 (13,7%) |
| 3         | 23 de enero de 2017   | 1 884 000 (13,1%) |
| 4         | 30 de enero de 2017   | 1 987 000 (16,9%) |
| 5         | 8 de febrero de 2017  | 2 080 000 (14,1%) |
| 6         | 13 de febrero de 2017 | 1 996 000 (13,8%) |
| 7         | 20 de febrero de 2017 | 1 818 000 (14,0%) |
| 8         | 27 de febrero de 2017 | 1 827 000 (12,8%) |
| Semifinal | 6 de marzo de 2017    | 1 820 000 (13,3%) |
| Final     | 13 de marzo de 2017   | 2 129 000 (14,9%) |

## Cuarta temporada (2018)
Vistos los datos de audiencia de la tercera edición Antena 3 confirmó la una cuarta edición del programa, cuya fecha de estreno fue el jueves 11 de enero de 2018.

### Candidatos
|                     |                             | Lugar de residencia | Edad                                       | Ocupación | Decisión  | Estado actual |
| ------------------- | --------------------------- | ------------------- | ------------------------------------------ | --------- | --------- | ------------- |
|                     | Sheyla Carrillo             | Granada             | 29 años                                    | Camarera  | DIVORCIO  | SEPARADAS     |
| Carolyne Redondo    | Espinoso de Compludo (León) | 27 años             | Profesora de inglés                        |           | DIVORCIO  | SEPARADAS     |
| Julián Escudero     | Santander                   | 51 años             | Pensionista                                | DIVORCIO  | SEPARADOS |               |
| María José Ojeda    | Cartagena                   | 52 años             | Asesora de belleza                         | DIVORCIO  | SEPARADOS |               |
| Gabriel Sánchez     | Sevilla                     | 35 años             | Propietario de gimnasio y monitor de baile | DIVORCIO  | SEPARADOS |               |
| Dámaris Noria       | Algeciras                   | 27 años             | Dependienta                                | DIVORCIO  | SEPARADOS |               |
| Adrián              | Navalcarnero (Madrid)       | 25 años             | Dependiente                                | SÍ QUIERO | SEPARADOS |               |
| Alessandra Corleone | Ugena (Toledo)              | 23 años             | Dependienta                                | SÍ QUIERO | SEPARADOS |               |
| Álvaro Moreno       | Mallén (Zaragoza)           | 26 años             | Opositor a Guardia Civil                   | DIVORCIO  | SEPARADOS |               |
| Tamara del Álamo    | Fuenlabrada (Madrid)        | 30 años             | Administrativa en paro                     | DIVORCIO  | SEPARADOS |               |
| Raúl Fernández      | Carandía (Cantabria)        | 39 años             | Repartidor, árbitro y modelo               | DIVORCIO  | SEPARADOS |               |
| Noelia Giménez      | Barcelona                   | 33 años             | Comercial                                  | DIVORCIO  | SEPARADOS |               |

### Audiencias
| N.º       | Fecha de emisión      | Audiencia         |
| --------- | --------------------- | ----------------- |
| 1         | 11 de enero de 2018   | 1 619 000 (11,4%) |
| 2         | 18 de enero de 2018   | 1 579 000 (13,8%) |
| 3         | 25 de enero de 2018   | 1 519 000 (12,6%) |
| 4         | 1 de febrero de 2018  | 1 441 000 (12,4%) |
| 5         | 8 de febrero de 2017  | 1 570 000 (13,4%) |
| 6         | 15 de febrero de 2018 | 1 408 000 (11,5%) |
| 7         | 22 de febrero de 2018 | 1 414 000 (11,8%) |
| 8         | 1 de marzo de 2018    | 1 456 000 (11,0%) |
| 9         | 8 de marzo de 2018    | 1 547 000 (12,1%) |
| Semifinal | 15 de marzo de 2018   | 1 035 000 (8,0%)  |
| Final     | 22 de marzo de 2018   | 1 176 000 (8,5%)  |

## Audiencias

### Casados a primera vista: Temporadas
| Edición                                    | Fecha | Cadena    | Espectadores | Cuota de pantalla | Gran final        |
| ------------------------------------------ | ----- | --------- | ------------ | ----------------- | ----------------- |
| Casados a primera vista: Primera temporada | 2015  | Antena 3  | 2 692 000    | 15,3%             | 2 201 000 (13,5%) |
| Casados a primera vista: Segunda temporada | 2016  | Antena 3  | 2 479 000    | 14,7%             | 2 713 000 (16,0%) |
| Casados a primera vista: Tercera temporada | 2017  | Antena 3  | 1 917 000    | 13,8%             | 2 129 000 (14,9%) |
| Casados a primera vista: Cuarta temporada  | 2018  | Antena 3  | 1 433 000    | 11,5%             | 1 176 000 (8,5%)  |
| Casados a primera vista: Quinta temporada  | 2026  | Telecinco |              |                   |                   |